# Setu Sari
Setu Sari is een bestuurslaag in het regentschap Bogor van de provincie West-Java, Indonesië. Setu Sari telt 13.706 inwoners (volkstelling 2010).